# Juan Pardo (explorateur)
Pour les articles homonymes, voir Juan Pardo.
Juan Pardo est un explorateur et conquistador espagnol du XVIe siècle. Entre 1566 et 1568, il conduisit deux expéditions en Amérique du Nord, sur l'actuel territoire des Carolines (Caroline du Nord et Caroline du Sud) et du Tennessee. Il fonda le Fort San Felipe (en), la première colonie espagnole de Caroline du Sud et le Fort San Juan (en), la première colonie espagnole à l'intérieur des terres de l'actuelle Caroline du Nord.

## Première expédition
Le 1er décembre 1566, le capitaine Juan Pardo, à la tête de 125 hommes, quitte Santa Elena, une mission de la Floride espagnole (située de nos jours sur l'île de Parris Island), conformément aux ordres qu'il a reçu du gouverneur Pedro Menéndez de Avilés, afin d'explorer le continent nord-américain, pacifier et convertir les indigènes, et découvrir une nouvelle route vers les mines d'argent de Zacatecas au Mexique. Les Espagnols n'ont alors aucune idée de la taille du continent qui s'offre à eux et des distances à parcourir. L'expédition établit la première colonie à l'intérieur de ce qui deviendra la Caroline du Nord. Juan Pardo conduit ses hommes à Joara (en), un grand centre régional de la civilisation mississippienne, près de l'actuelle ville de Morganton. Pardo rebaptise le village Cuenca (nom de sa ville d'origine en Espagne) et le revendique au nom de l'Espagne. Il y fait construire le Fort San Juan (en) et en fait une base susceptible d'accueillir l'expédition pendant l'hiver. Pardo y laisse un contingent de 30 hommes et poursuivit sa route, construisant le long de son chemin cinq nouveaux forts. Il rentre, à Santa Elena, le 7 mars 1567, ayant reçu la nouvelle d'une possible invasion par les Français.

## Sources
- (en) Charles Hudson et Paul E. Hoffman, The Juan Pardo expeditions : exploration of the Carolinas and Tennessee, 1566-1568, Washington, Smithsonian Institution Press, 1990, 342 p. (ISBN 978-0-874-74498-9, OCLC 20422515)
- Troy L. Kickler, Juan Pardo Expeditions, North Carolina History Project